# نظام عينات البيانات
في علم الأنظمة ، نظام عينات البيانات هو نظام التحكم الذي يتم فيه التحكم في مصنع متصل الزمن عن طريق جهاز رقمي. ففي حالة الاستعيان الدوري ، تكون البيانات التي تم استعيانها متغيرة الزمن و دورية ؛ وبالتالي ، يمكن نمذجتها عن طريق نظام بيانات متقطع بسيط . أي انه على اعتبار وجود إشارة مستمرة في الزمن عند أخذ قيم كثيرة متقطعة لهذه الإشارات على فترات زمنية قصيرة ستكون شبيهة جدا بالإشارة الأصلية المستمرة ، قيم الإشارة تسمى عينات و الإستعيان هو إيجاد قيم الإشارة من زمن مستمر لتكون في زمن متقطع ، وهذا النظام نحصل عليه عن طريق تقطيع المصنع، ومع ذلك ، فإن هذا النموذج المتقطع لا يأخذ البيانات بين العينات في الاعتبار ولذلك فهو لا يعكس السلوك الحقيقي المستمر لهذا النظام ، والذي قد يكون حاسمًا في عدد من التطبيقات.
يؤدي تحليل أنظمة عينات البيانات إلى دمج كل معلومات الزمن الحقيقي (وليس المتقطع ) مسببا تحديات و مشكلات تحكم ذات بنية رياضية غنية. تم حل العديد من هذه المشاكل في الآونة الأخيرة فقط.
- Chen، Tongwen؛ Bruce Francis (1995). Optimal sampled -data control systems. London: Springer-Verlag. ISBN:3-540-19949-7.  Chen، Tongwen؛ Bruce Francis (1995). Optimal sampled -data control systems. London: Springer-Verlag. ISBN:3-540-19949-7.  Chen، Tongwen؛ Bruce Francis (1995). Optimal sampled -data control systems. London: Springer-Verlag. ISBN:3-540-19949-7.
- Zhang، Xiaotian؛ Spencer, J. W. (2011). "Linear Voltage Control Scheme with Duty-Ratio Feedforward for Digitally Controlled Parallel Inverters". IEEE Transactions on Power Electronics. ج. 26 ع. 12: 3642. Bibcode:2011ITPE...26.3642Z. DOI:10.1109/TPEL.2011.2157834. ISSN:0885-8993.

## روابط خارجية
- تحكم رقمي
- أخذ العينات (معالجة الإشارات)
- التمييز